# Wolfen, la belva immortale
Wolfen, la belva immortale (Wolfen) è un film del 1981 diretto da Michael Wadleigh, tratto dal romanzo The Wolfen di Whitley Strieber. Ambientato a New York, il film venne distribuito dalla Warner Bros.

## Trama
L'ex agente di polizia del NYPD Dewey Wilson si trova ad essere richiamato in servizio per investigare su una serie di brutali omicidi occorsi a New York che sembrano opera di aggressioni animali.

## Produzione
Il film è uno dei primi a ricorrere all'"in-camera effect", un effetto speciale utilizzato per rappresentare il punto di vista di un lupo. Si tratta di una tecnica simile alla termografia, utilizzata nel film Predator.
Alcune scene del film furono girate nel degradato South Bronx (all'intersezione di Louis Nine Boulevard con Boston Road). La chiesa diroccata che si vede nell'inquadratura panoramica all'inizio era situata all'incrocio tra la E 172nd Street e Seabury Place. La devastazione e desolazione dello scenario urbano con edifici bruciati e in rovina era reale e non furono necessari effetti speciali. La chiesa non era vera  e fu costruita e incendiata appositamente per il film. Il degrado urbano del Bronx all'inizio degli anni ottanta era così diffuso che le location si rivelarono già perfette per la produzione, senza bisogno di scenografie apposite. Oggi la zona è stata riqualificata e nell'area sono presenti diverse abitazioni private.
Dustin Hoffman era interessato ad interpretare il ruolo di Dewey Wilson, ma il regista Wadleigh preferì Albert Finney.

## Distribuzione
Wolfen venne distribuito nei cinema statunitensi dalla Orion Pictures attraverso 
la Warner Bros. il 24 luglio 1981. Il film incassò solamente $10,626,725 al box office. Fu distribuito dopo pochi mesi dall'uscita di un film dalla tematica simile come L'ululato, mentre Un lupo mannaro americano a Londra sarebbe uscito meno di un mese dopo Wolfen; entrambi i lungometraggi lo surclassarono al botteghino.

## Accoglienza
All'uscita ci furono dibattiti per stabilire se Wolfen fosse un film horror sui lupi mannari. La rivista Time Out definì la pellicola "un film di licantropi" ma il critico Roger Ebert asserì invece come Wolfen trattasse piuttosto "della possibilità che nativi americani e lupi potessero scambiarsi l'anima".
Il romanzo originale sostiene che gli "Wolfen" sono la successiva tappa nell'evoluzione dei lupi, con intelligenza quasi umana e pollici opponibili.